# Bryum mendax
Bryum mendax är en bladmossart som beskrevs av Accepted name, Bryum Gen. Monogr. Prodr.. Bryum mendax ingår i släktet bryummossor, och familjen Bryaceae. Inga underarter finns listade i Catalogue of Life.